# David Seely, 4. Baron Mottistone
David Peter Seely, 4. Baron Mottistone CBE KStJ (* 16. Dezember 1920; † 24. November 2011) war ein britischer Peer, Soldat und Politiker der Conservative Party.

## Leben und Karriere
David Seely wurde am 16. Dezember 1920 als Sohn von J. E. B. Seely, 1. Baron Mottistone  (1868–1947) und dessen zweiter Ehefrau Evelyn Izme Murray (1886–1976), der Tochter von Montolieu Oliphant-Murray, 1. Viscount Elibank (1840–1927) geboren. Er war ein Enkel von Sir Charles Seely, 1. Baronet (1833–1915). Getauft wurde er mit Winston Churchill und dem damaligen Duke of Cornwall, später Edward VIII., sowie Prinz Philip als Taufpaten. Er besuchte das Britannia Royal Naval College in Dartmouth.
Seely diente im Zweiten Weltkrieg. Er wurde 1955 Commander der Royal Navy. Von 1958 bis 1959 war er Kommandant der HMS Cossack. Von 1961 bis 1963 war er stellvertretender Direktor (Deputy Director) der Signal Division bei der Admiralität. Er nahm von 1964 bis 1965 an der Malayan Campaign teil und wurde Mentioned in Despatches.
1960 wurde er Kapitän und diente von 1963 bis 1965 im (D) 24 Escort Squadron und auf der Ajax. Seely trat 1967 auf eigenen Wunsch in den Ruhestand. Von 1967 bis 1969 war er Direktor der Personnel trg Radio Rentals Ltd. Beim Distributive Industry Trading Board war er 1969–1975 und 1975–1981 bei der Cake and Biscuit Alliance Direktor.
Er war von 1981 bis 1999 parlamentarischer Berater (Parliamentary Advisor) sowie von 1981 bis 1983 Exportsekretär (Export Secretary). 1981 wurde er auch DL der  Isle of Wight.
Von 1986 bis 1995 war er Lord Lieutenant der Isle of Wight und der letzte Gouverneur (Governor) der Isle of Wight von 1992 bis 1995, wo die Seely-Familie seit den 1850er Jahren eine prominente Rolle spielte. Seely war von 1987 bis 1991 Vorsitzender (Chairman) des Bureau of Applied Sciences und wurde 1993 von der Bournemouth University mit dem Ehrendoktortitel eines Doctor of Literature geehrt. 1984 wurde er Commander of the British Empire. Außerdem gehörte er der Royal Yacht Squadron an.
Er war Vorsitzender des Treuhandrates (Chairman of Trustees) von SANE, einer Charity-Organisation für mentale Gesundheit. Von 1990 bis 1993 war er Präsident von East Wessex TAVRA.

## Mitgliedschaft im House of Lords
Seely erbte 1966 nach dem Tod seines Halbbruders Arthur Seely, 3. Baron Mottistone, den Titel des Baron Mottistone und den damals damit verbundenen Sitz im House of Lords. Seine Antrittsrede hielt er am 27. April 1967. Seinen Sitz verlor er durch den House of Lords Act 1999.

## Ehrungen
1989 wurde Seely mit dem Order of Saint John ausgezeichnet. Er war Fellow des Institute of Engineering and Technology und des Institute of Personal Management (jetzt FCIPD).

## Familie und Tod
Er heiratete am 16. September 1944 Anthea Christine McMullan († 2010), die Tochter von Thomas Victor Wallace McMullan. Sie hatten zusammen fünf Kinder, davon drei Töchter und zwei Söhne. Die älteste Tochter starb 1955 im Alter von 8 Jahren.
Seely starb am 24. November 2011 im Alter von 90 Jahren. Den Titel erbte sein ältester Sohn als Peter Seely, 5. Baron Mottistone (* 1949).